# Clark County (Washington)
Clark County je okres ve státě Washington ve Spojených státech amerických. K roku 2010 zde žilo 425 363 obyvatel. Správním městem okresu je Vancouver. Celková rozloha okresu činí 1 699 km².